# Abraham Diepraem
A. Diepraem (scritto anche Diepraam), pseudonimo di Abraham Diepraam o secondo altri di Arent Diepraem (Rotterdam, 1622 ca – dopo il 1674) è stato un pittore olandese.

## Biografia

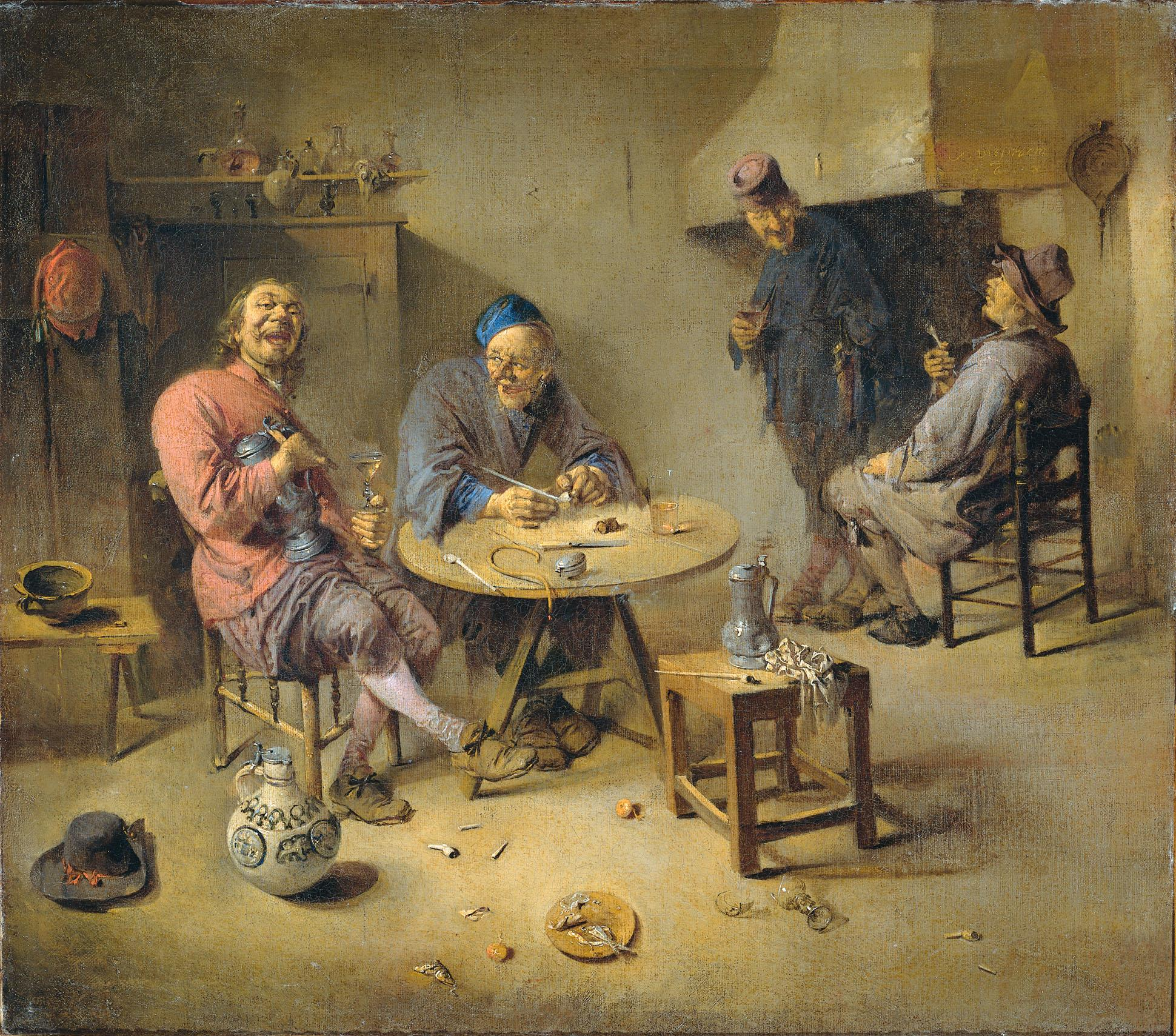
Taverna, Rijksmuseum Amsterdam

Il coevo biografo degli artisti del Secolo d'oro olandese Arnold Houbraken dà a questo pittore poco noto il nome di Abraham, ma un atto di battesimo del 1622 menziona quello di Arent; i suoi quadri sono firmati unicamente A. Diepraem. Entrò nel 1648 nella Ghilda di Dordrecht, ed è ancora presente in città nel 1674, per morire poco più tardi all'ospizio di Rotterdam.
Si conoscono alcuni suoi quadri datati tra il 1648 e il 1668; la sua pittura rivela un ampio influsso di Adriaen Brouwer, come nota Houbraken, ma non si può asserire che Diepraem sia stato un suo allievo, poiché questi era morto ad Anversa nel 1638. Si tratta di fatto di un influsso più generale e più vicino al realismo di un Adriaen van Ostade per nulla in contraddizione con quello di Hendrick Martensz Sorgh, altro pittore di genere brouweriano attivo a Rotterdam, e che Houbraken considera come secondo maestro di Diepraem: un tipico esempio è il dipinto Contadino seduto che fuma attribuito a Diepraem e conservato alla National Gallery di Londra. Al Rijksmuseum di Amsterdam è conservato il dipinto la Taverna del 1665; al museo di Saint-Omer di Calais, il Fumatore.